# Robert Evans (polityk)
Robert John Emlyn Evans (ur. 23 października 1956 w Ashford) – brytyjski polityk, nauczyciel, od 1994 do 2009 deputowany do Parlamentu Europejskiego.

## Życiorys
Absolwent University of London, w 1978 uzyskał licencjat z pedagogiki, a w 1993 magisterium. Pracował przez kilkanaście lat w szkole podstawowej, był też w latach 1990–1994 przełożonym w szkole Crane Junior School w Hounslow. Pełnił różne funkcje w lokalnych strukturach Partii Pracy i organizacjach nauczycielskich.
W 1994 z listy laburzystów po raz pierwszy uzyskał mandat posła do Parlamentu Europejskiego. Z powodzeniem ubiegał się o reelekcję w kolejnych wyborach europejskich (w 1999 i 2004). Był m.in. przewodniczącym delegacji ds. stosunków z państwami Azji Południowej (2007–2009), członkiem Grupy Socjalistów, a także Komisji Transportu i Turystyki. W 2009 nie ubiegał się o reelekcję.